# Teichl
 (octobre 2014).
Si vous disposez d'ouvrages ou d'articles de référence ou si vous connaissez des sites web de qualité traitant du thème abordé ici, merci de compléter l'article en donnant les références utiles à sa vérifiabilité et en les liant à la section « Notes et références ».
La Teichl est une rivière autrichienne qui coule au sud du land de la Haute-Autriche. Elle est un affluent de la Steyr et donc un sous-affluent du Danube.

## Traduction
- (de) Cet article est partiellement ou en totalité issu de l’article de Wikipédia en allemand intitulé « Teichl » (voir la liste des auteurs).